# Dianne Holum
Dianne Mary Holum (ur. 19 maja 1951 w Chicago) – amerykańska łyżwiarka szybka, czterokrotna medalistka olimpijska i czterokrotna medalistka mistrzostw świata.

## Kariera
Pierwszy sukces w karierze Dianne Holum osiągnęła w 1967 roku, kiedy zajęła trzecie miejsce podczas wielobojowych mistrzostw świata w Deventer. W zawodach tych wyprzedziły ją jedynie Holenderka Stien Baas-Kaiser i Lāsma Kauniste z ZSRR. W 1968 roku wzięła udział w igrzyskach olimpijskich w Grenoble zdobywając dwa medale. W biegu na 500 m zajęła drugie miejsce ex aequo z dwiema rodaczkami: Jenny Fish i Mary Meyers. Dwa dni później była trzecia na dwukrotnie dłuższym dystansie, przegrywając z Holenderką Carry Geijssen i Ludmiłą Titową z ZSRR. Na mistrzostwach świata w West Allis w 1970 roku i rozgrywanych rok później mistrzostwach świata w Helsinkach była czwarta. W pierwszym przypadku w walce o medal lepsza była Norweżka Sigrid Sundby, a w drugim Ludmiła Titowa. W 1971 roku zdobyła za to brązowy medal podczas mistrzostw świata w wieloboju sprinterskim w Inzell, plasując się za Ruth Schleiermacher z NRD i swą rodaczką - Anne Henning. Kolejne medale zdobyła podczas igrzysk olimpijskich w Sapporo w 1972 roku. W swoim pierwszym starcie, biegu na 1000 m, była szósta, jednak w biegu na 1500 m sięgnęła po złoty medal. Ponadto na dystansie 3000 m zajęła drugie miejsce za Stien Baas-Kaiser. W tym samym roku była też druga na mistrzostwach świata w wieloboju sprinterskim w Eskilstunie oraz trzecia podczas wielobojowych mistrzostw świata w Heerenveen.
Sportową karierę zakończyła po igrzyskach w Sapporo, w wieku 20 lat, i została trenerką. Wśród jej podopiecznych znajdował Eric Heiden i jego siostra Beth. Była także szkoleniowcem swej córki Kirstin.

### Mistrzostwa świata
- Mistrzostwa świata w wieloboju
  - brąz – 1967, 1972
- Mistrzostwa świata w wieloboju sprinterskim
  - srebro – 1972
  - brąz – 1971